# Брандушка (урочище)
Брандушка — заповедное урочище. Находится в Добропольском районе Донецкой области возле села Новотроицкое. Статус заповедного урочища присвоен решением областного совета н.д. от 25 марта 1995 года. Площадь — 1 га. Территория урочища представляет собой петрофитную разнотравно-типчаково-ковыльную степь на песчаниках. 4 вида растений, произрастающих в урочище, занесены в Красную книгу Украины — брандушка разноцветная, ковыль днепровский, ковыль Лессинга, прострел чернеющий.